# Bernt Michael Holmboe
Bernt Michael Holmboe (Vang, 23 de março de 1795 — Oslo, 28 de março de 1850) foi um matemático norueguês.